# Église Debré Berhan Sélassié
L'église Debré Berhan Sélassié, « mont de la lumière de la Trinité », est une ancienne et très célèbre église éthiopienne orthodoxe située sur une colline à la limite nord, vers le nord-est de la ville de Gondar, en Éthiopie. Elle se trouve au centre de la zone conventuelle.
On a longtemps cru que l'église fut édifiée sous le règne de l'empereur Iyasou Ier et consacrée en 1694, date à partir de laquelle elle n'aurait subi aucun changement artistique et architectural. En réalité, les recherches ont prouvé que les peintures ont été réalisées entre 1815 et 1825; des vestiges des fondations d'une église à plan central d'un diamètre d'environ 30 m ont été retrouvés, le long des côtés nord et sud de l'église, on raconte qu'elle fut détruite par la foudre et qu'elle fut remplacée par l'actuelle église rectangulaire après l'incendie. 
Le bâtiment fait 27 m de long et 7,40 m de large, il est entouré d'un déambulatoire couvert de 2,30 m de large. On peut accéder, à l'ouest, à un narthex de 10,30 m de long, seule pièce avec des fenêtres. Des somptueuses peintures ornent le plafond et les parois, la richesse de ces décorations font la renommée de l'église.

## Galerie

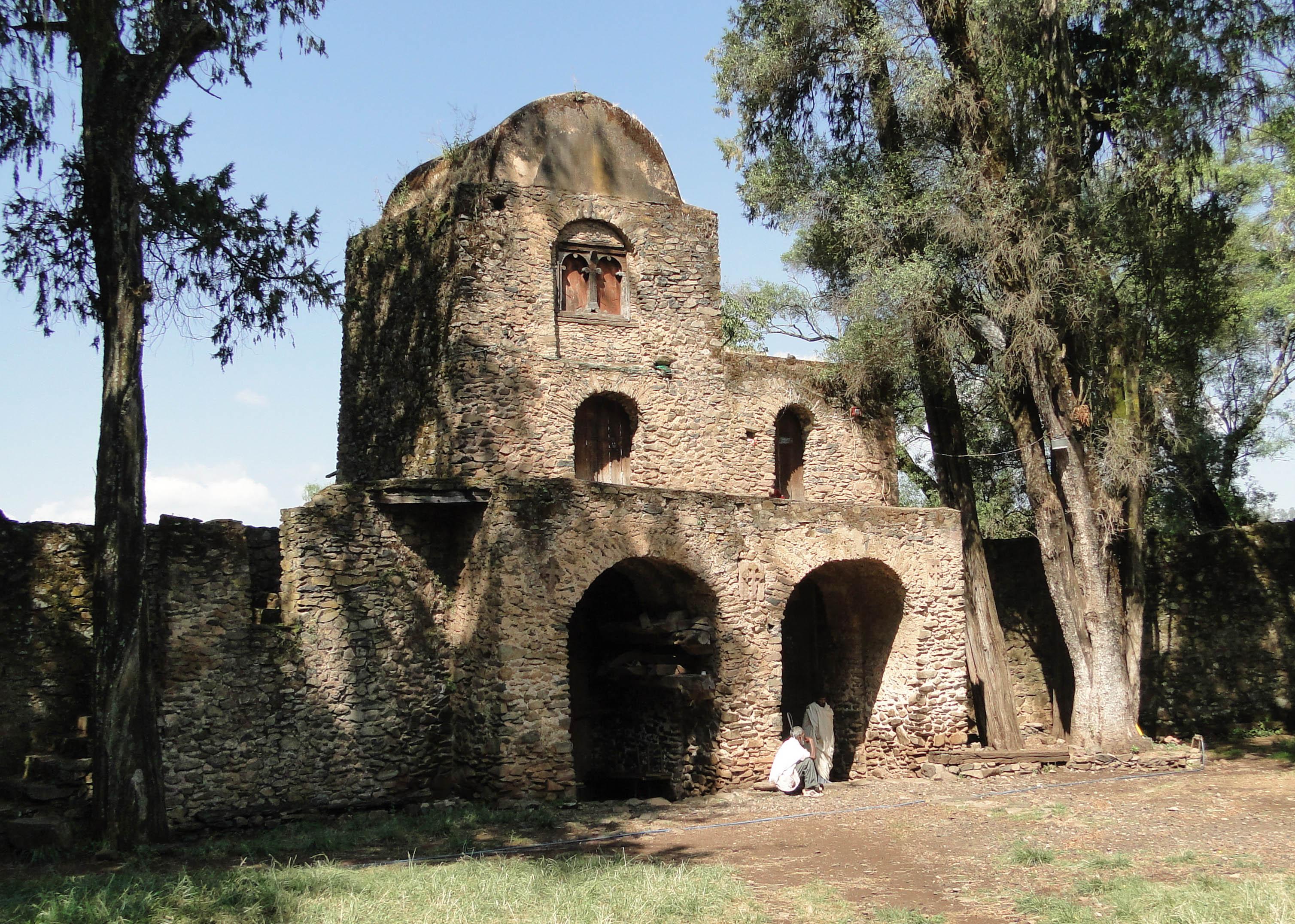
L'entrée du complexe de l'église
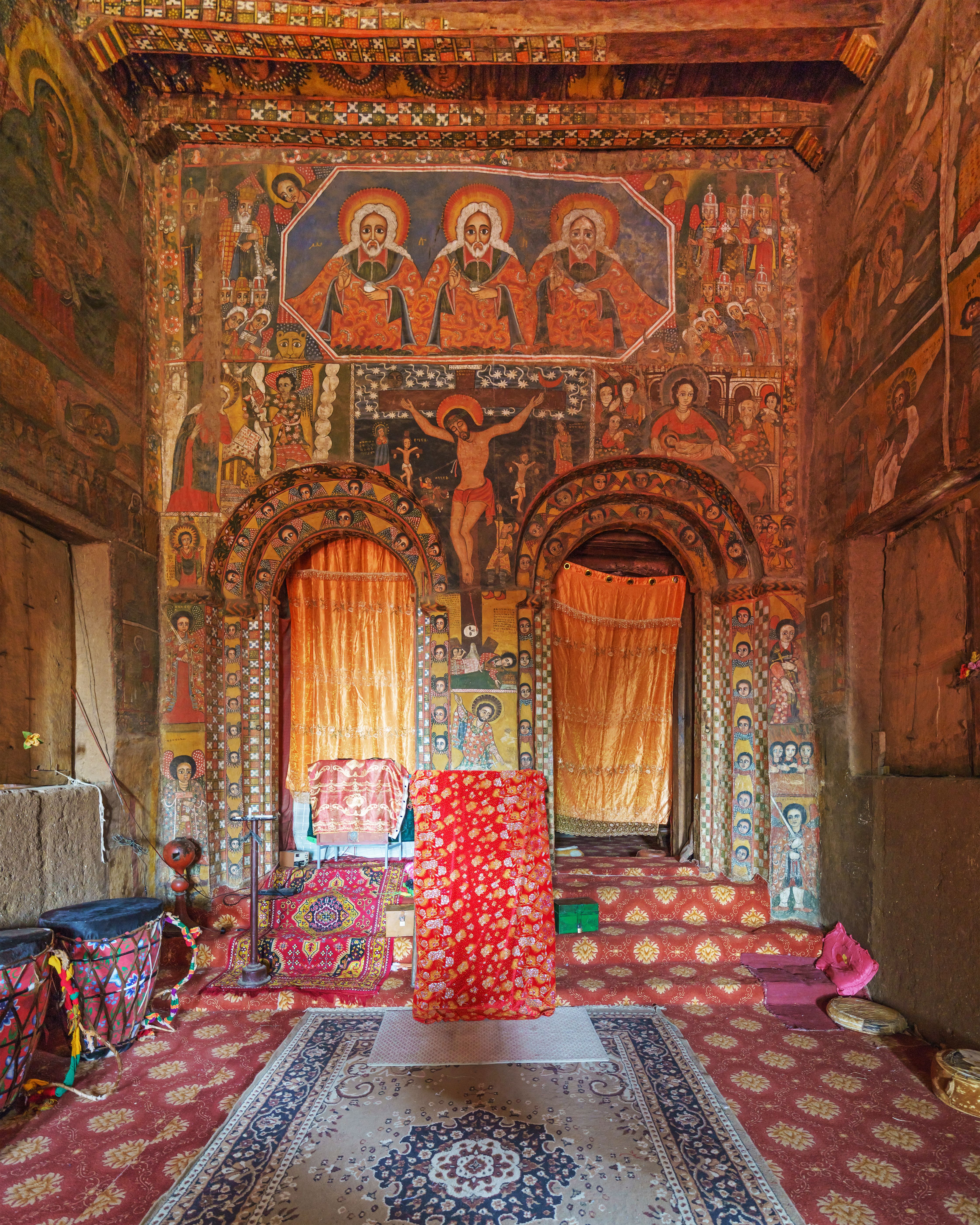
L'iconostase
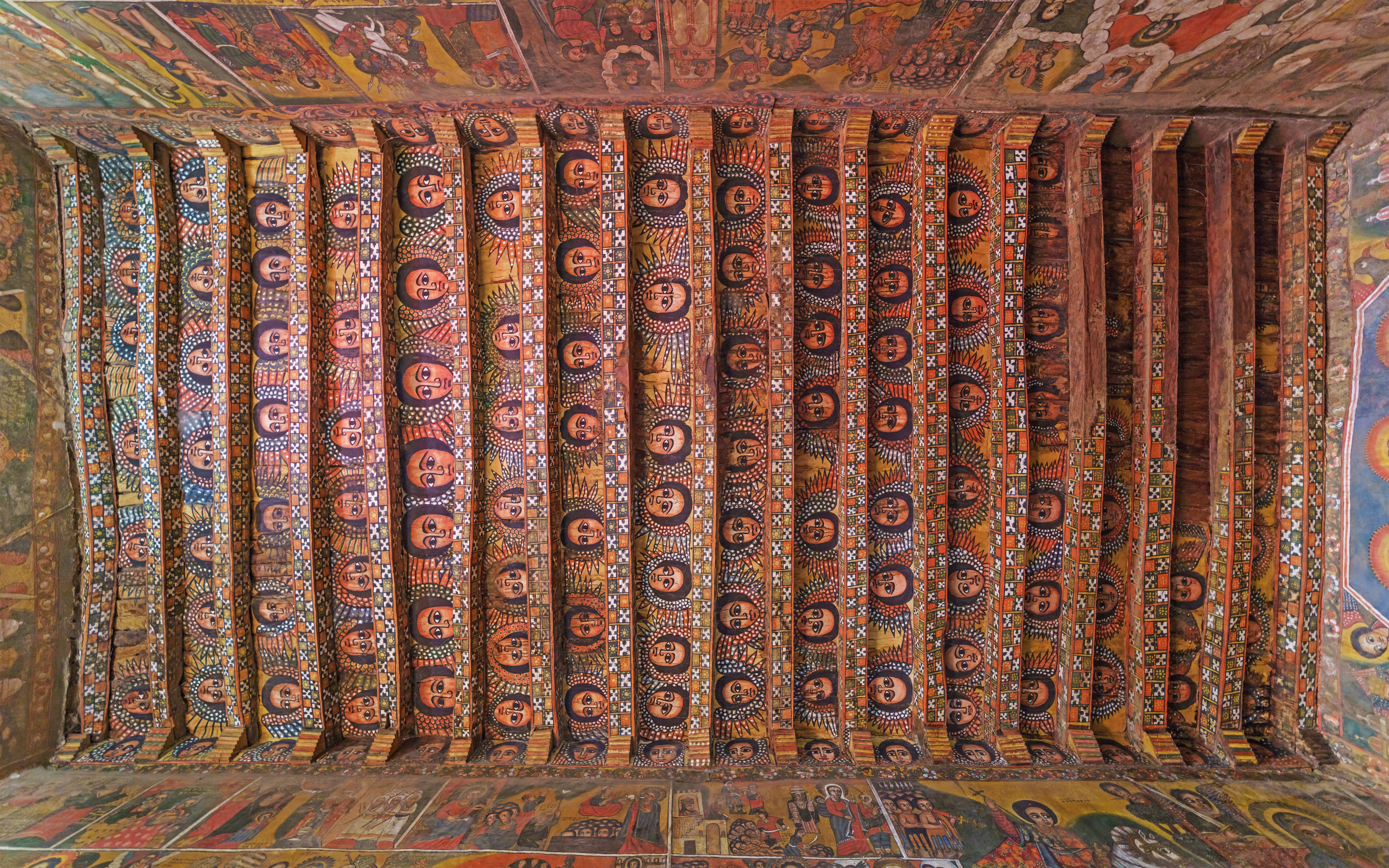
Le plafond et ses anges souriants
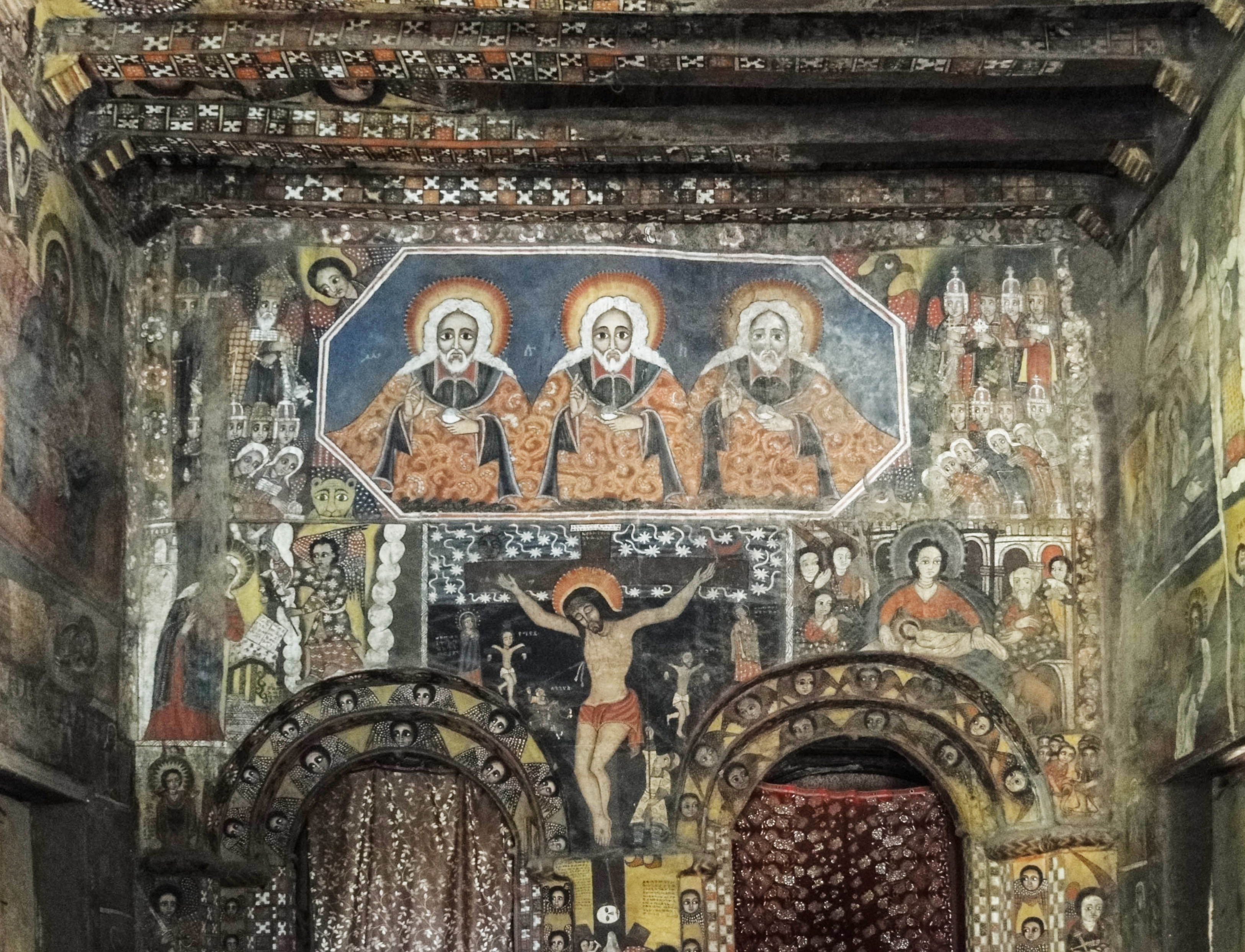
La Sainte Trinité
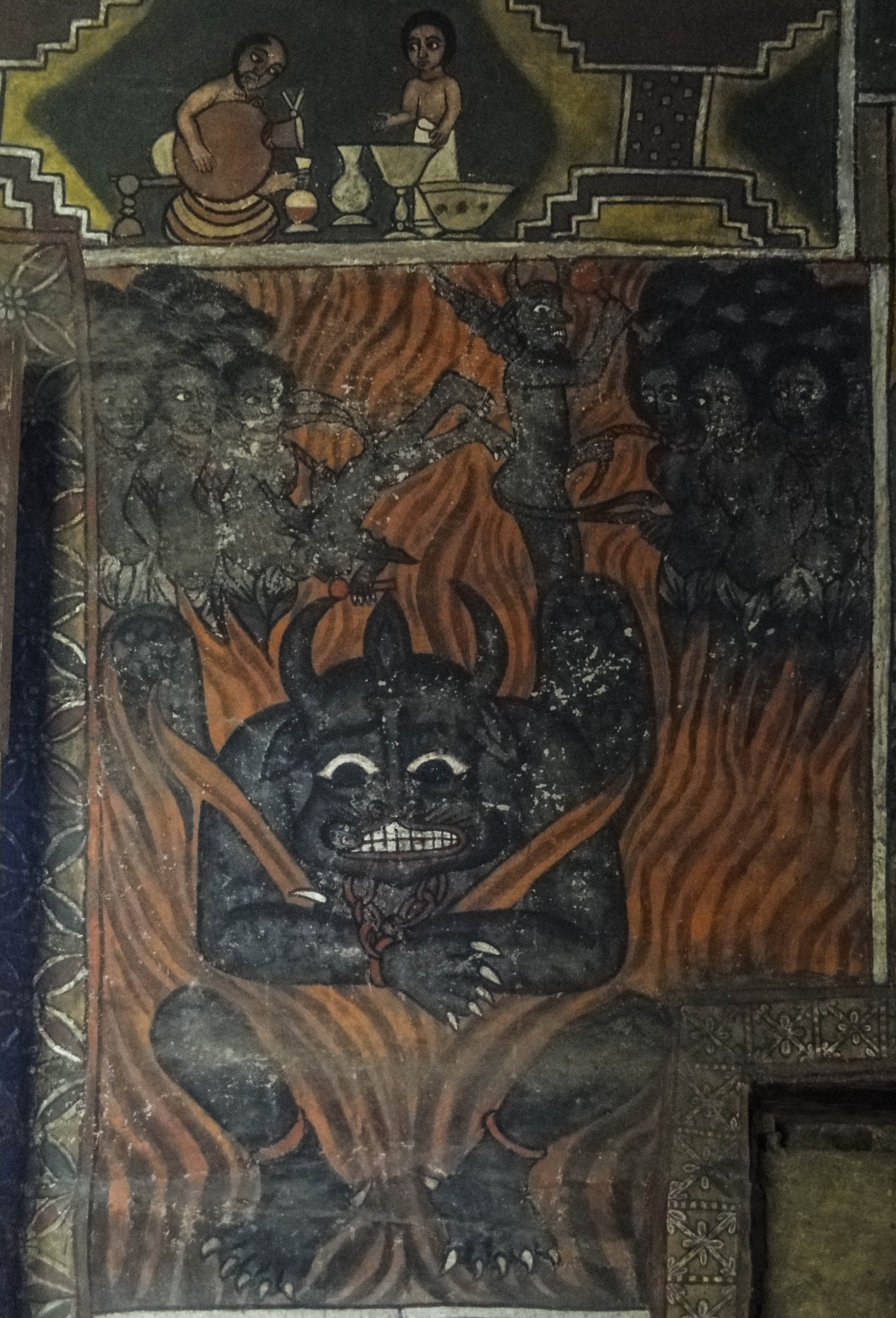
L'enfer
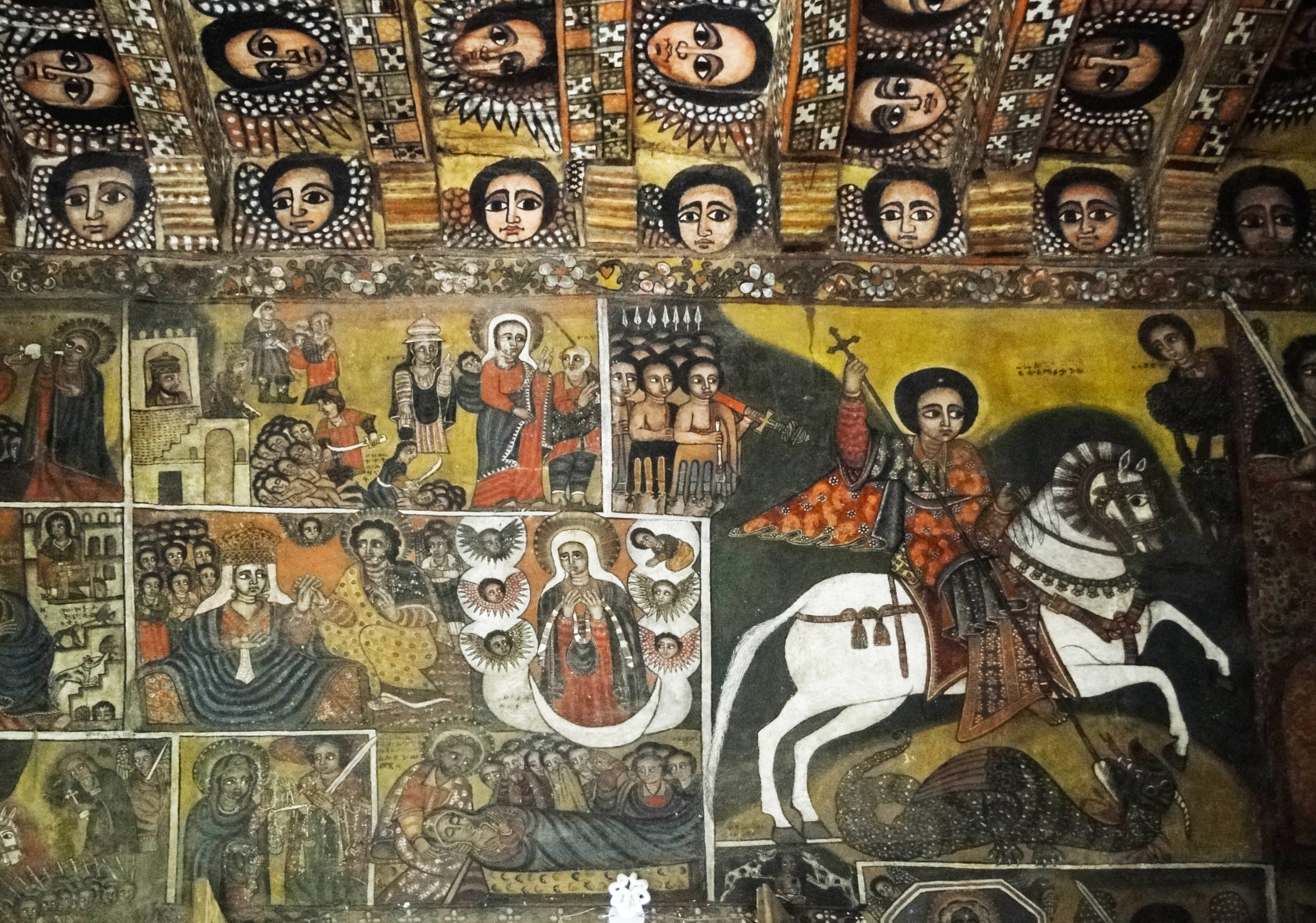
Peintures à l'intérieur

### Livres
- L'Art en Éthiopie de Walter Raunig, octobre 2005, pages 148-149.